# Монтана Волей
„Монтана Волей“ е български мъжки волейболен клуб, основан като волейболна секция към ДФС „Септемврийска слава“. Участва в Национална волейболна лига мъже.

## История
Клубът води началото си като волейболна секция към ДФС „Септемврийска слава“, Михайловград. Участва на няколко пъти в „А“ РВГ, но без особени успехи. За няколко години клубът преустановява дейността си, като през 2009 година е възстановен под името Волейболен клуб „Монтана–Волей“.

## Успехи
- 1 път Вицешампион на България (2017/18)
- 4 пъти Бронзов медалист на България (2014/15, 2015/16, 2016/17, 2021/22 г.)